# Internet Browser (Nintendo 3DS)
Der Internet Browser (Japanisch: インターネットブラウザー, Intānetto Burauzā) ist ein Webbrowser, der für die Handheld-Spielekonsole Nintendo 3DS entworfen wurde. Er wurde am 6. Juni 2011 in Nordeuropa und am 7. Juni 2011 in Europa, Australien und Japan mittels Firmwareupdate veröffentlicht. Der Zugriff auf Internetseiten kann seit dem Update 5.0.0-11 eingeschränkt werden.
Eine verbesserte Version des Browsers wurde für die neueren Modelle New Nintendo 3DS und New Nintendo 2DS XL veröffentlicht, welche Verbesserungen, wie das Abspielen von HTML5 basierten Videos in 2D und 3D und eine verbesserte CPU-Performance mitbrachte. Der New Nintendo 3DS und die XL-Variante können aufgrund einer schnelleren GPU und einem schnelleren Chip zum Decodieren der Videos, diese in höherer Auflösung abspielen. Außerdem rendert der neue Browser die Seiten schneller als der Vorgänger.

## Features

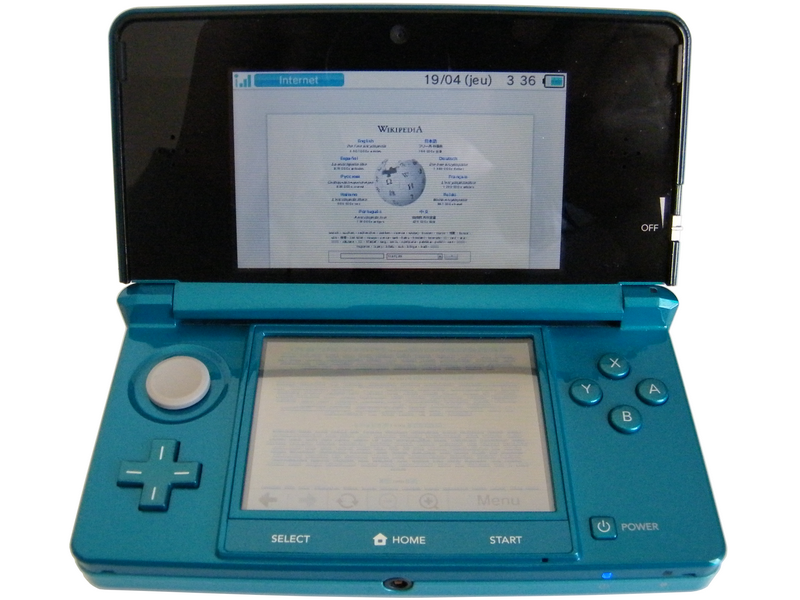
Der Internet Browser zeigt die Wikipedia auf einem Nintendo 3DS

Der Browser ist in die Systemumgebung der Konsole integriert und kann verwendet werden, während eine andere Anwendung im Hintergrund geöffnet ist. Er wird mit dem beigefügten Stift bedient, aber kann auch mit dem Analog-Stick oder dem Steuerkreuz verwendet werden. Der Browser unterstützt HTML, CSS, JavaScript und ein paar HTML5-Elemente. Jedoch gibt er keine Video- und Musikdateien wieder, die auf Flash basieren.  Außerdem kann er auf dem oberen Bildschirm 3D-Bilder mit der Dateierweiterung .MPO anzeigen. Diese und normale JPEG-Bilder können auf der SD-Karte des Gerätes gespeichert werden. Des Weiteren können JPEG und MPO Bilder aus der Galerie des Gerätes hochgeladen werden. Aufgrund des begrenzten Speichers können große Webseiten manchmal nicht vollständig heruntergeladen werden.
Auf dem New 3DS ist ein neuer Video-Player in der Browser integriert, der sowohl 2D-Videos, als auch 3D-Videos, die auf HTML5 basieren, abspielt. Dies ermöglicht es, YouTube-Videos ohne eine eigene App wiederzugeben.
Der Benutzer kann zwischen den Suchmaschinen Google und Yahoo wählen. Es gibt eine Option, Text automatisch an die Größe des Bildschirm anzupassen. Außerdem können Lesezeichen erstellt werden. Im Browserverlauf können bis zu 32 besuchte Seiten gespeichert werden, bevor die alten Seiten überschrieben werden.
Der Browser basiert auf NetFront NX v1.0, das die WebKit-Engine verwendet, die ähnlich zu der ist, die bei Desktop-Webbrowsern, wie Google Chrome oder Apple Safari, verwendet wird.

## Technische Spezifikationen
Die Spezifikationen sind sowohl vollständig auf der Nintendo-Webseite und im Handbuch des Browsers vorhanden.

### Unterstützte Webstandards
- HTML 4.01 / HTML5 (teilweise)
- XHTML 1.1
- CSS 1 / CSS 2.1 / CSS 3 (teilweise)
- DOM Levels 1–3
- ECMAScript (teilweise Unterstützung der fünften Edition von ECMA-262)
- XMLHttpRequest Level 2
- Canvas Element (teilweise)

### Protokolle
- HTTP 1.0 / HTTP 1.1
- SSLv3
- TLS 1.0,1.1,1.2.

### Unterstützte Bildformate
- MPO
- GIF
- JPEG
- PNG
- BMP

### Unterstützte Videoformate (Nur New Nintendo 3DS)
- MPEG4
- H264

### Plugins
Plugins (wie zum Beispiel Adobe Flash Player) werden nicht unterstützt. Es gibt keine Möglichkeit, zusätzlich Plugins zu installieren.

## Webstandardunterstützung

### Spiele, die auf HTML5 basieren
Laut HTML5test.com, erreichte der Browser des 3DS 80 von möglichen 555 Punkten, was eine höhere Punktzahl als die der PlayStation 3 mit 53 und der Wii mit 66 Punkten entspricht. Dies ist trotzdem eine niedrigere Punktzahl als viele Browser moderner Konsolen heute erreichen. Der New 3DS erreichte 311 Punkte und platzierte sich damit an zweiter Stelle hinter dem Nvidia Shield in der Kategorie des mobile Gamings und an dritter Steller aller Spielekonsolen. Der 3DS und der New 3DS können manche (aber nicht alle, die laut den Hardwareanforderungen von Nintendo entsprechen) HTML5 basierte Spiele, welche <canvas> Element besitzen abspielen und kann die meisten auf CSS und JavaScript basierenden Spiele abspielen.

### Spiele und Animationen, die auf CSS3 basieren
Laut CSS3test.com erreicht der Browser 68 % des CSS3 Kompatibilitätstests. Einige CSS3-Animationen werden dennoch korrekt angezeigt, obwohl sie als nicht kompatibel gelistet sind.